# Svendborgmotorvejen
Svendborgmotorvejen er en motorvej mellem Odense og Svendborg på Fyn. Den er en del af Primærrute 9, der går fra Odense til Svendborg og videre til Spodsbjerg på Langeland, Sakskøbing på Lolland og Nykøbing F på Falster.
Motorvejens første etape blev åbnet 16. september 2006, mens den sidste etape blev åbnet den 26. juni 2009.

## Forløb
Motorvejen begynder umiddelbart syd for den rundkørsel, hvor Ring 3 fra nord møder Sekundærrute 301 Ørbækvej. Umiddelbart syd for rundkørslen begynder Primærrute 9 som motorvej i form af den 4 sporede Svendborgmotorvejen. Herefter krydser Svendborgmotorvejen E20 Fynske Motorvej i motorvejskryds Odense, der er et komplet kløverbladsanlæg. Svendborgmotorvejen fortsætter frem til Svendborg. Undervejs er der forbindelse til Primærrute 43 mod Faaborg ved Årslev, Sekundærrute 323 mod Assens og Ørbæk ved Ringe, Primærrute 8 mod Faaborg og Nyborg ved Kværndrup, Primærrute 44 mod Faaborg og Sekundærrute 163 mod Nyborg ved Svendborg. I Svendborg munder motorvejen ud i Sundbrovej, der fører til Svendborgsundbroen og videre til Tåsinge.

## Historie
Grundlaget for at udbygge Primærrute 9 var den politiske aftale i 1986 om den faste forbindelse over Storebælt. Man blev enige om, at færgeforbindelsen mellem Fyn (Langeland) og Lolland skulle bevares, efter den faste forbindelse over Storebælt var etableret. Samtidig besluttede man, at Primærrute 9 skulle udbygges til en højklasset vejforbindelse. Folketinget vedtog i maj 1996 en lov om projektering af en motorvej eller motortrafikvej mellem Odense og Svendborg. Der blev både udarbejdet projekter for en motorvej eller motortrafikvej og for en udbygning af den eksisterende Primærrute 9. Ud fra disse forslag vedtog Folketinget i 1999, at Primærrute 9 mellem Odense og Svendborg, i alt 35 km, skulle anlægges som en 4-sporet motorvej.
Den 2. oktober 2002 tog daværende amtsborgmester Jan Boye det første spadestik ved Odense, og den 16. september 2006 åbnede de første ca. 19 km motorvej fra Odense til nord for Kværndrup. Den 21. juni 2007 åbnede yderligere ca. 2 km motorvej frem til tilslutningsanlægget til Primærrute 8's forlægning nord om Trunderup lidt nord for Kværndrup. De sidste 14 kilometer motorvej, mellem Kværndrup og Svendborg, blev taget i brug i juni 2009, omend trafikanterne slutningen af december 2007 kunne køre på en stadig større del af strækningen, dog i perioder kun i et spor.
I 2004 stoppede anlægsarbejdet af motorvejen i Stenstrup nord for Svendborg, da man havde opdaget at den truede hasselmus lever i en skov ved Ring Nord ved Svendborg.I 2006 blev det besluttet at bygge en faunapassage til 18 mio. kr, så de truede hasselmus der lever i Ravnebjerg Skov og Slæbæk Skov kunne komme over motorvejen, . Faunapassagen stod færdig i 2008.
| Motorvejsetaper    | Motorvejsetaper | Motorvejsetaper    | Motorvejsetaper | Motorvejsetaper | Motorvejsetaper | Motorvejsetaper    | Motorvejsetaper |
| Fra                | Frakørsel       | Til                | Frakørsel       | Vejbaner        | Kilometer       | Åbning             | Bemærkninger    |
| ------------------ | --------------- | ------------------ | --------------- | --------------- | --------------- | ------------------ | --------------- |
| Odense             | 49              | Nord for Kværndrup |                 | 4               | 19              | 16. september 2006 | Etape 1         |
| Nord for Kværndrup |                 | Kværndrup          |                 | 4               | 2               | 21. juni 2007      | Etape 2         |
| Kværndrup          |                 | Kirkeby            |                 | 4               | 9               | 21. december 2007  | Etape 3, del 1  |
| Kirkeby            |                 | Nord for Svendborg |                 | 4               | 3,5             | 11. november 2008  | Etape 3, del 2  |
| Nord for Svendborg |                 | Svendborg          |                 | 4               | 1,5             | 26. juni 2009      | Etape 3, del 3  |